# Martin Cseh
Martin Cseh (Trenčín, 22 agosto 1988) è un calciatore slovacco, difensore dello Slavoj Polná.